# Liou Šu-jün
Liou Šu-jün (čínsky pchin-jinem Liú Shūyùn, znaky 劉書韻, POJ: Lâu Suūn), (* 12. října 1980) je bývalá tchajwanská zápasnice – judistka.

## Sportovní kariéra
Připravovala se na Chinese Culture University v Tchaj-peji. V tchajwanské ženské reprezentaci se pohybovala od roku 1999 ve střední váze do 70 kg. V roce 2004 se na kvalifikovala na olympijské hry v Athénách, kde nestačila v úvodním kole na Belgičanku Catherine Jacquesovou. Sportovní kariéru ukončila v roce 2007.

## Výsledky
| Turnaj            | 1999         | 2000         | 2001         | 2002         | 2003         | 2004         | 2005         | 2006         |
| Turnaj            | 19           | 20           | 21           | 22           | 23           | 24           | 25           | 26           |
| Turnaj            | střední váha | střední váha | střední váha | střední váha | střední váha | střední váha | střední váha | střední váha |
| ----------------- | ------------ | ------------ | ------------ | ------------ | ------------ | ------------ | ------------ | ------------ |
| Olympijské hry    |              | —            |              |              |              | úč.          |              |              |
| Mistrovství světa | úč.          |              | úč.          |              | úč.          |              | úč.          |              |
| Asijské hry       |              |              |              | 3.           |              |              |              | 3.           |
| Mistrovství Asie  | ?            | ?            | —            |              | 3.           | 5.           | 2.           |              |
| Univerziáda       | —            |              | —            |              | úč.          |              |              |              |
| Akademické MS     |              | —            |              | úč.          |              | 5.           |              | úč.          |